# Viola tridentata
Viola tridentata es una especie de violeta. Es originaria de Argentina y Chile.

## Taxonomía
Viola tridentata fue descrita por Menz. ex DC. y publicado en Prodromus Systematis Naturalis Regni Vegetabilis 1: 300. 1824.